# Mariano Ramos
Mariano Ramos Narváez plus connu sous le nom de Mariano Ramos  né à Mexico (Mexique) le 20 octobre 1953, mort le 5 octobre 2012 à Mexico, est un matador mexicain. Au Mexique il était connu d'abord sous l'apodo de « El Charro ». Il  a créé une passe de cape très difficile à  exécuter : la Crinolina qui reste liée à son pseudonyme mexicain: « El Charro ».

## Présentation
Avant de se passionner pour la tauromachie, Mariano Ramos a d'abord été charro .Au Mexique, les charros sont des spécialistes du dressage et de la monte de chevaux. Ils se produisent dans des spectacles appelés charraeda avec un costume particulier comprenant un large chapeau, un veston court et des bottes. Les charraedas sont des spectacles taurino-équestre regroupant des exercices de maniement du lasso, d'habileté équestre et de maîtrise dans la monte de bovins ou de chevaux non dressés. La charreada désigne également un mode de vie, celui des charros. Il continuera les charraedas en même temps que les corridas. 
Il était le neveu du matador Carnicerito de Méjico avec lequel il a appris le maniement du lasso dont découle la « crinolina », passe de cape infiniment compliquée qu'il a inventée

## Carrière
Il fait ses débuts de novillero dans les arènes de Mexico le 18 juillet 1971 devant des novillos de la Viuda de Fernandez auxquels il coupe une oreille. Il prend son alternative à Irapuato (Mexique, État de Guanajuato) le 20 novembre 1971 face au toro Campero de la ganadería Santacilia avec pour parrain Manolo Martínez et pour témoin « Paquirri ». Il confirme son alternative à Mexico le 5 décembre 1971, avec pour parrain Manolo Martínez et pour témoin Antonio Lomelín, face au taureau Antequerano de la ganadería Tequisquiapan. À Madrid, il confirme le 29 mai 1974 avec pour parrain Curro Romero et pour témoin « Paquirri », face au taureau Fusilillo de la ganadería Baltasar Ibán.
L'essentiel de sa carrière s'est déroulé au Mexique, bien qu'il ait été présent dans les arènes espagnoles 33 fois, parce qu'il a continué à participer aux charraedas, poursuivant ainsi une tradition familiale.